# Brot d'encefalitis a Bihar de 2019
El juny de 2019, un brot de síndrome d'encefalitis aguda (acute encephalitis syndrome, AES) es va produir al districte de Muzaffarpur i als districtes contigus de l'estat de Bihar (Índia), enmig d'una onada de calor a la regió, resultant morts més de 100 nens, principalment per hipoglucèmia.

## Antecedents
Els brots de síndrome d'encefalitis aguda ja s'han produït abans a les regions del nord de l'estat de Bihar i a les regions orientals de l'estat d'Uttar Pradesh, a l'Índia. El primer cas de síndrome d'encefalitis aguda al districte a Muzaffarpur es va registrar el 1995. El 2013 hi va haver 143 defuncions, 355 el 2014, 11 el 2015, e el 2016, 11 el 2017, i 7 el 2018. En els darrers anys, l'edat de víctimes mortals s'ha mantingut per sota dels 20 anys.

## El brot
Al juny del 2019, es va produir un brot d'encefalitis aguda a 222 blocs de Muzaffarpur i els districtes adjacents de Bihar.
Com a conseqüència del brot, des del 1r de juny de 2019, 85 nens han mort a l'Hospital i Escola de Medecina de Sri Krishna (SKMCH), l'hospital d'àmbit estatal més gran de Bihar, mentre que 18 nens van morir a l'hospital Kejriwal Matrisadan. La majoria d'ells tenien una edat d'entre 1 i 10 anys. Des del 1r de juny de 2019 han sigut admesos als hospitals un total de 440 casos, i al 18 de juny de 2019 eren tractats als hospitals 154 casos.

## Els símptomes
El terme «síndrome d'encefalitis aguda» va ser encunyat per l'Organització Mundial de la Salut el 2008. Els símptomes de la síndrome d'encefalitis aguda inclouen una febre aguda inicial i manifestacions neurològiques associades com ara confusió mental, desorientació, deliri, convulsions o coma. Els símptomes primerencs inclouen mals de cap i vòmits, juntament amb una hipoglucèmia sobtada (caigudes dels nivells de sucre en la sang), però poden provocar coma, disfuncions cerebrals i inflamació del cor i dels pulmons. Els que sobreviuen a la síndrome d'encefalitis aguda poden tenir debilitats neurològiques a llarg termini. La hipoglucèmia severa pot causar la mort. La síndrome és coneguda localment com a febre «chamki» (brillant) a Bihar.

## La causa
La causa del brot no és clara.

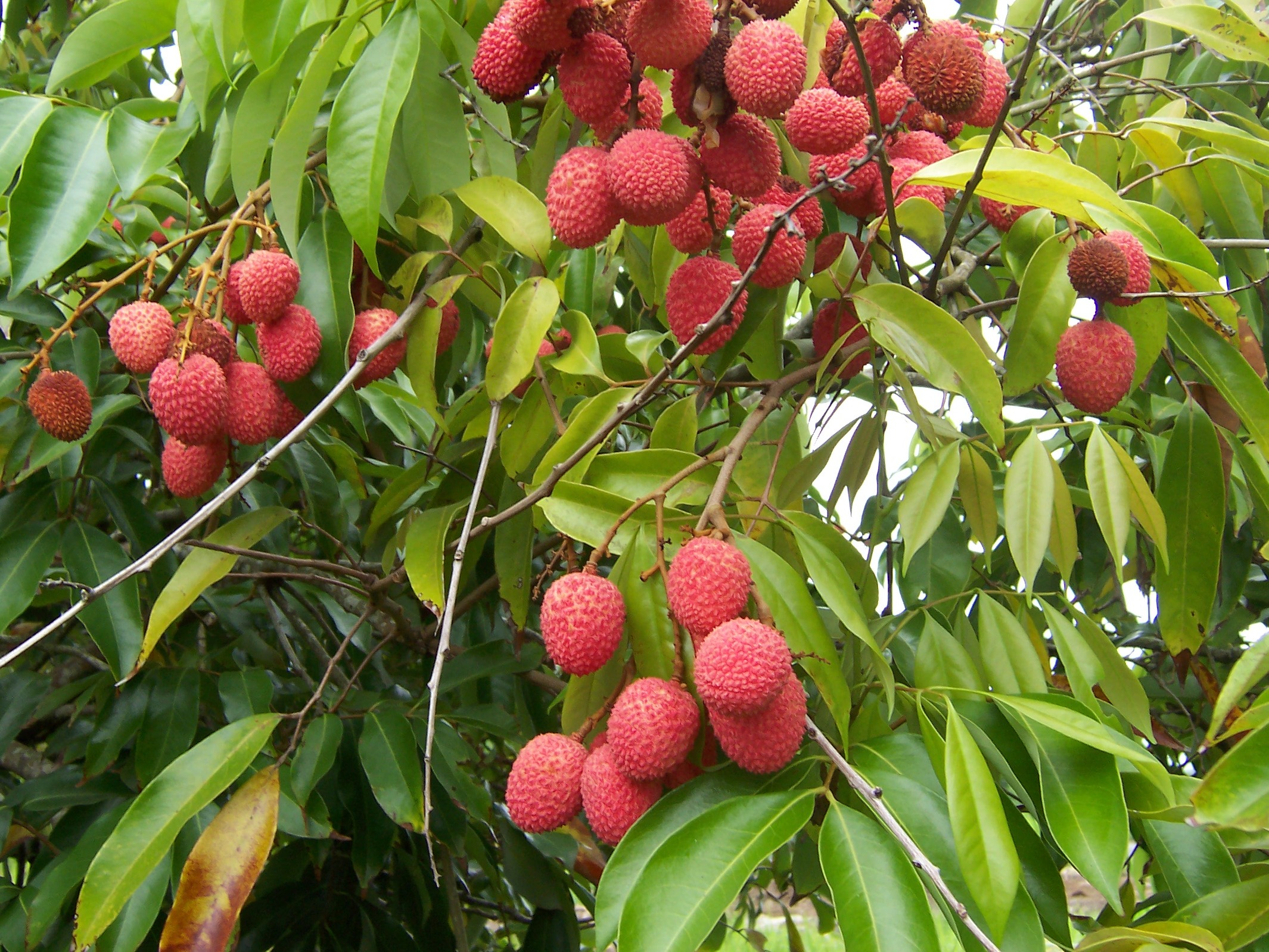
Els fruits del litxi (Litchi chinensis), que inclouen toxines naturals relacionades amb l'encefalitis, són sospitosos d'haver estat un factor que va contribuir al brot

La síndrome d'encefalitis aguda pot ser causada per diferents microorganismes, incloent virus, bacteris, fongs, paràsits i espiroquetes, així com productes químics i toxines. La síndrome d'encefalitis aguda afecta principalment nens menors de 15 anys, ja que són els més vulnerables. A l'Índia, abans de 1975, la síndrome d'encefalitis aguda es va associar principalment amb el virus de l'encefalitis japonesa (JEV). Els casos i els brots d'encefalitis japonesa es van fer més freqüents i es van desenvolupar regions endèmiques entre 1975 i 1999. Després de 1999, els casos i els brots d'encefalitis aguda i no-JEV van ser informats cada cop més per altres virus, incloent-hi el virus Chandipura (CHPV), el virus Nipah (NiV) i els enterovirus. Després de 2012, s'observa que la causa passa a ser JEV. L'examen inicial mostra pocs signes de la JEV i altres rutes virals en els nens afectats. Un estudi de l'AIIMS Patna va trobar la presència d'enterovirus.
L'alta temperatura, humitat, desnutrició, mala higiene i falta de consciència són factors agreujants de la síndrome d'encefalitis aguda. Els casos de síndrome d'encefalitis aguda solen ocórrer durant la temporada de monsons del país. Des del 1r de juny de 2019, la temperatura a Muzaffarpur s'ha mantingut per sobre dels 40 °C i la pluja es va endarrerir, i això podria haver agreujat la situació. La pobresa i la desnutrició entre els nens és generalitzada a la regió. Els nens amb desnutrició no tenen sucre emmagatzemat com a glicogen al fetge, cosa que els fa augmentar el risc d'hipoglucèmia. Les campanyes de sensibilització es van dur a terme al març-abril del 2019, però no es van dur a terme més tard a causa de les eleccions generals de l'Índia de 2019. L'administració local no va estar atenta a causa dels pocs casos de síndrome d'encefalitis aguda dels darrers anys.
La regió és el major productor de litxis a l'Índia. Un estudi publicat el 2014 a Lancet va trobar que l'àcid (metilidèciclopropil)acètic (MCPA) i l'hipoglicina A que es troba en un fruit de litxi no madur pot causar hipoglucèmia, i l'han citat com a causa plausible dels brots de síndrome d'encefalitis aguda. Una dieta amb abundants fruits de litxi sense haver de menjar res més durant el dia pot provocar que els nens amb desnutrició presentin hipoglucèmia. S'han proposat altres causes citant la improbabilitat d'un consum molt gran de fruites verdes de litxis, com la manca de casos en nens ben alimentats i moltes altres malalties pediàtriques que causen hipoglucèmia. Les autoritats sanitàries han informar que la majoria de les víctimes havien patit hipoglucèmies greus.
Els hospitals i els centres de salut primaris no tenien les instal·lacions necessàries per tractar els nens.

## La resposta del govern
El ministre en cap de Bihar, Nitish Kumar, va anunciar un pagament ex gratia de ₹4 rúpies (400.000 rúpies, 5.100 euros) a les famílies dels següents nens que morin per síndrome d'encefalitis aguda. També va visitar l'hospital i va ordenar la seva ampliació.
El ministre sindical de Salut, Harsh Vardhan, va visitar i va anunciar la creació d'una sala pediàtrica de 100 llits a l'Hospital i Escola de Medecina de Sri Krishna (SKMCH), així com cinc laboratoris de virologia a Bihar. També va anunciar l'actualització de l'observatori del Departament Meteorològic de l'India a Muzaffarpur per a un millor estudi del clima. S'estan establint set unitats de cures intensives pediàtriques. L'equip interdisciplinari està format per experts del Consell Indi de Recerca Mèdica (ICMR), Institut Nacional de Salut Mental i Neurociències (NIMHANS), Institut Nacional de Recerca en Malària (NIMR); Institut Nacional de Nutrició (NIN), i Institut Nacional de Virologia.
Es va formar l'Institut Nacional d'Epidemiologia (NIE) i l'Institut de Ciències Mèdiques de tota l'Índia (AIIMS Nova Delhi), que es va enviar a Bihar per estudiar la síndrome i establir la causa.
La Comissió Nacional dels Drets Humans de l'Índia (NHRC of India) va enviar notificacions al Ministeri de Salut i Benestar de la Família i al govern de Bihar sobre les morts i va demanar un informe en quatre setmanes.